# Смаро Стефаніду
Смаро Стефаніду (грец. Σμάρω Στεφανίδου, *9 квітня 1913 — †7 листопада 2010, Афіни) — грецька театральна, кіно-, радіо- і телевізійна актриса.

## Біографія
Родина Смаро Стефаніду походила із Малої Азії. Смаро здобула освіту в Афінській бізнес-школі (нині торговельний факультет Афінського університету), паралельно навчалась кільком мовам та грі на фортепіано. З раннього віку вона влаштовувала дитячі виставию, проте батьки не бажали бачити її в майбутньому актрисою. Тому Смаро працювала потайки від батьків, аби оплатити навчання в Драматичній школі Національного театру Греції.
Після закінчення театрального училища в 1937 році Смаро прийняла у свою трупу справжня тогочасна зірка — Маріка Котопулі. З 1952 року Смаро Стефаніду була провідною характерною актрисою у трупі Васіліса Логофетидіс, до самої смерті в 1960 році. Крім того вона знімалася разом з Катериною Андреаді, Еллі Ламбеті, Дімітрісом Хорном, Ламбросом Константарасом, Яннісом Фертісом, Ксенією Калоєропулу, Алікі Вугуклакі, ССтефаносом Лінеосом, Яннісом Ґіонакісом, Нікосом Куркулосом, Антонісом Антіпасом тощо.
Яскравим моментом у її кар'єрі було виконання королеви Гекуби в п'єсі «Троянки» Евріпіда, постановку якої виконав режисер, одночасно визначний новогрецький художник, Янніс Царухіс в імпровізованому театрі на вулиці Капланон і в Дельфах в «Академії Царухіса».
Дебют Смаро Стефаніду в кіно ввідбувся 1951 року, у фільмі Г. Зервос «Чотири кроки». З тих пір вона з'явилася в багатьох фільмах, серед яких траплялись адаптації театральних постановок, в яких вона грала. Вона також багато працювала на радіо, барал участь в радіо-серіалах, радіо-театрі і читанні романів.
Смаро Стефаніду вийшла заміж за грецького співака-шансоньє Васоса Сеїтанідіса (1913—1965) і в 1951 році у них народилася дочка Ліда-Ірен, тепер відома як Ліда Шантала, вчитель йоги, танцівниця і хореограф бгаратанатьям.
2003 року Смаро Стефаніду разом із дочкою створила Будинок культури «Шантом» у передмісті Афін Халандрі як центр навчання театральному мистецтву, танцям, йозі, бойовим мистецтвам, східним альтернативним методам лікування тощо. Померла Смаро Стефаніду 7 листопада 2010 року у віці 97 років. Похована на Другому афінському кладовищі в районі Різуполі.

## Театральні ролі

### 1937—1940: Театр Маріки Котопулі
- Ангелос Терзакіс Γαμήλιο εμβατήριο
- Зері Έκτο πάτωμα
- Арно Дусе Βαθιές είναι οι ρίζες
- Бернард ШоуΤο επάγγελμα της κυρίας Γουώρρεν
- Дімітріс Богріс Καινούργια ζωή
- Дімітріс Богріс Όλα θ’αλλάξουν'
- Андре Обе Δον Ζουάν
- Пантеліс Хорн Μελτεμάκι
- Софокл Ηλέκτρα

### 1940—1942: Трупа Катерини Андреаді
1. Яламас Ікономідіс Θίσβιου Πολεμικές Καντρίλιες
2. Хаєрман Καλή ελπίδα
3. С. Бекефі Περάστε την πρώτη του μηνός

### 1942—1944: Мистецький театр
1. Ібсен Αγριόπαπια
2. Стріндберг Σουάνεβιτ
3. Г. Севасткіглу Κωνσταντίνου και Ελένης
4. піранделло Έτσι είναι, αν έτσι νομίζετε
5. Еркін Колдвелл Για ένα κομμάτι γης
6. Грігоріос Ксенопулос Στέλλα Βιολάντη

### 1944: Трупа Катерини
- Сарду Κυρία δε με μέλλει
- Лео Ленц Κυρία σας αγαπώ

### 1946: Об'єднана мистецька трупа
- Θεοδώρα
- Αν δουλέψεις, θα φας

### 1952—1960: Трупа Васіліса Логофетидіса
1. Сакелліраос Γιαννακόπουλου Δεσποινίς ετών 39
2. Йоргос Руссос Ένα βότσαλο στη λίμνη
3. Сакелліраос-Яннакопулос Τρίτη και 13
4. Дімітріс Псатас Ένας βλάκας και μισός
5. Георгіос Тзавеллас Ο εραστής έρχεται
6. Жорж Фейдо Ξυλιές στα μαλακά
7. Нікос Цифорос Ο τελευταίος τίμιος

### 1960—1962: Трупа Дімітріса Хорна
1. Макдугалл Άλλαν Ο δειλός κι ο τολμηρός
2. Сакелларіос Γιαννακόπουλου Αλίμονο στους νέους
3. Жан Ануй Ταξιδιώτης χωρίς αποσκευές

## Фільмографія
| Рік  | Фільм                                                   | Оригінальна назва                | Роль                  |
| ---- | ------------------------------------------------------- | -------------------------------- | --------------------- |
| 1951 | Чотири кроки                                            | Τα τέσσερα σκαλοπάτια            | Лукіа Аспрокоцифа     |
| 1952 | Башта лицарів                                           | Ο πύργος των ιπποτών             | Орса Деларосса        |
| 1953 | Санта Чікіта                                            | Σάντα Τσικίτα                    | Пані Делаковія        |
| 1954 | Жінка 39 років                                          | Δεσποινίς ετών 39'               | Хрісанті Карадарі     |
| 1956 | Ревнивий чоловік                                        | Ο ζηλιαρόγατος                   | Міна Міцопулу         |
| 1957 | Бабій                                                   | Ο γυναικάς                       | Катіна Фрабала-Зубулу |
| 1960 | Три ляльки і я!                                         | Τρεις κούκλες κι εγώ!            | Хріса                 |
| 1960 | Маддалена                                               | Μανταλένα                        | Піпіца                |
| 1961 | Горе молодим!                                           | Αλλοίμονο στους νέους'           | Елені                 |
| …    | Подорож                                                 | Ταξίδι                           |                       |
| …    | Приходить коханець                                      | Ο εραστής έρχεται                |                       |
| …    | На щастя для мене я зійшов з розуму                     | Ευτυχώς τρελλάθηκα               |                       |
| 1964 | Моє грецьке весілля                                     | Γάμος αλά Ελληνικά               | Мати Петроса          |
| 1964 | Арістід і його дівчина                                  | Ο Αριστείδης και τα κορίτσια του | Евдокія               |
| 1967 | Тригрошова молодь                                       | Μιας πεντάρας νιάτα              | Маріка Констандіну    |
| 1968 | Божевільний найрозсудливіший (Божевільний дорівнює 400) | Ο τρελός τα 'χει 400             | Султана               |
| 1973 | 20 жінок і я                                            | 20 γυναίκες κι εγώ               | Смаро Філіппу         |